# 2-й армейский корпус (Великая армия)
2-й армейский корпус Великой армии — образован 29 августа 1805 года из частей, дислоцированных в лагере Утрехта, входившего в состав Армии Берегов Океана, а также из французских и голландских войск на территории Батавской республики. Корпус принимал участие в кампании Наполеона в Баварии и Австрии. 27 декабря 1805 года корпус переведён на Итальянский театр военных действий.
Повторно образован 10 января 1812 года как 2-й Эльбский обсервационный корпус Великой армии. С 1 апреля 1812 года 2-й армейский корпус Великой армии.

## Состав корпуса
На 25 сентября 1805 года:
- 1-я пехотная дивизия (дивизионный генерал Жан Буде)
- 2-я пехотная дивизия (дивизионный генерал Эмманюэль Груши)
- 3-я пехотная (батавская) дивизия (генерал-лейтенант Жан-Батист Дюмонсо)
- дивизия лёгкой кавалерии (дивизионный генерал Жан Лакост-Дювивье)

На 1 апреля 1812 года:

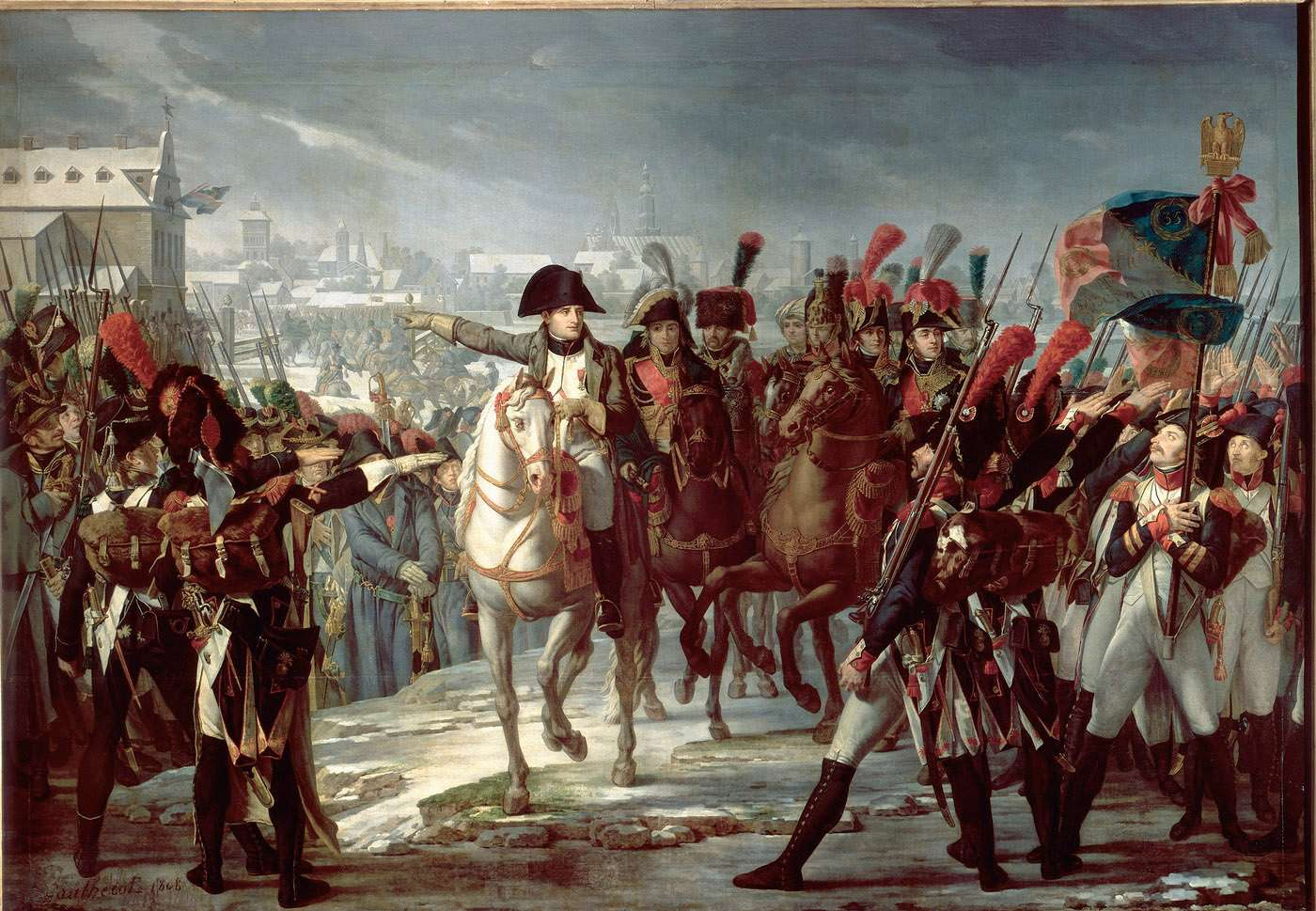
Наполеон во главе 2-го корпуса въезжает в Аугсбург. Художник Пьер-Клод Готеро

- 6-я пехотная дивизия (дивизионный генерал Александр Легран)
- 8-я пехотная дивизия (дивизионный генерал Жан-Антуан Вердье)
- 9-я пехотная дивизия                                               (дивизионный генерал Пьер Мерль)
- 5-я бригада лёгкой кавалерии (бригадный генерал Бертран Кастекс)
- 6-я бригада лёгкой кавалерии (бригадный генерал Жювеналь Корбино)
- 3-я дивизия тяжёлой кавалерии (дивизионный генерал Жан-Пьер Думерк)
  - Всего: 50 батальонов, 27,5 эскадронов, 104 орудия

На 16 октября 1813 года:
- 4-я пехотная дивизия (дивизионный генерал Жан-Луи Дюбретон)
- 5-я пехотная дивизия (дивизионный генерал Франсуа-Мари Дюфур)
- 6-я пехотная дивизия (дивизионный генерал Оноре Виаль)

## Командование корпуса

### Командующие корпусом
- генерал-полковник Огюст Мармон (29 августа 1805 – 27 декабря 1805)
- маршал Николя Удино (1 апреля 1812 – 8 декабря 1812)
- маршал Виктор (8 декабря 1812 – 19 февраля 1814)
  - дивизионный генерал Жан-Луи Дюбретон (3 ноября 1813 – 21 декабря 1813)
- дивизионный генерал Этьен Жерар (19 февраля 1814 – 12 мая 1814)

### Начальники штаба корпуса
- дивизионный генерал Мартен Виньоль (29 августа 1805 – 27 декабря 1805)
- бригадный генерал Гийом Латрий де Лорансе (1 апреля 1812 – 29 января 1813)
- полковник Луи-Юг Шато (1813)
- бригадный генерал Жан-Пьер Байо (25 декабря 1813 – 12 января 1814)

### Командующие артиллерией корпуса
- бригадный генерал Луи Тирле (29 августа 1805 – 27 декабря 1805)
- дивизионный генерал Шарль Дюлолуа (1812)
- бригадный генерал Франсуа де Монжене (1813)